# Puig Castellar (Ogassa)
|  | Per a altres significats, vegeu «Puig Castellar». |

El Puig Castellar és una muntanya de 1.209 metres que es troba al municipi d'Ogassa, a la comarca catalana del Ripollès. Es troba al Camí de Vidabona.